# Global League Tournament
O Global League Tournament é um torneio de luta professional com um sistema de todos contra todos feita pela Pro Wrestling Noah, começando em 2010.
parecido com o G1 Climax da New Japan Pro Wrestling,o Global League Tournament adota um sistema de pontos, com dois pontos para uma vitória, um para empate por limite de tempo, e, nenhum para empate ou derrota. as luta do torneio são feitas sob as regras de uma luta pelo título como regra base,   tendo um limite de tempo de 30 minutos. O prêmio para o ganhador do torneio é uma luta pelo GHC Heavyweight Championship
Os resultados abaixo, mostra o GHC Heavyweight Champion na época em que cada torneio ocorreu.

## Resultados

### Lista de vencedores
- 2010: Yoshihiro Takayama
- 2011: Takeshi Morishima
- 2012: Kenta
- 2013: Yuji Nagata
- 2014: Takashi Sugiura
- 2015: Naomichi Marufuji
- 2016: Minoru Suzuki
- 2017:

### 2010
o Global League Tournament de 2010 ocorreu entre os dias 28 de março e 2 de maio, durante a tour Spring Navigation 2010. O torneio usou um sistema de blocos, com vinte lutadores divididos em dois blocos de seis. os primeiros colocados de cada bloco se enfrentaram na final.
| Bloco A             | Bloco A | Bloco B            | Bloco B |
| Jun Akiyama         | 8       | Yoshihiro Takayama | 7       |
| Kensuke Sasaki      | 7       | Toshiaki Kawada    | 6       |
| Takashi Sugiura (C) | 6       | Takeshi Morishima  | 5       |
| Bison Smith         | 4       | Muhammad Yone      | 5       |
| Takeshi Rikio       | 3       | Akitoshi Saito     | 4       |
| Takuma Sano         | 2       | Naomichi Marufuji  | 3       |
| ------------------- | ------- | ------------------ | ------- |

| Bloco B   | Sugiura          | Rikio             | Smith             | Sano             | Akiyama          | Sasaki            |
| --------- | ---------------- | ----------------- | ----------------- | ---------------- | ---------------- | ----------------- |
| Sugiura   | X                | Empate (30:00)    | Sugiura (20:04)   | Sugiura (16:20)  | Akiyama (21:49)  | Empate (30:00)    |
| Rikio     | Empate (30:00)   | X                 | Rikio (18:47)     | Sano (04:17)     | Akiyama (11:48)  | Sasaki (13:27)    |
| Smith     | Sugiura (20:04)  | Rikio (18:47)     | X                 | Smith (15:50)    | Akiyama (12:30)  | Smith (14:57)     |
| Sano      | Sugiura (16:20)  | Sano (04:17)      | Smith (15:50)     | X                | Akiyama (14:02)  | Sasaki (14:14)    |
| Akiyama   | Akiyama (21:49)  | Akiyama (11:48)   | Akiyama (12:30)   | Akiyama (14:02)  | X                | Sasaki (18:19)    |
| Sasaki    | Empate (30:00)   | Sasaki (13:27)    | Smith (14:57)     | Sasaki (14:14)   | Sasaki (18:19)   | X                 |
| Bloco B   | Marufuji         | Morishima         | Yone              | Saito            | Takayama         | Kawada            |
| Marufuji  | X                | Empate (30:00)    | Yone (16:35)      | Saito (13:13)    | Marufuji (15:38) | Kawada (22:21)    |
| Morishima | Empate (30:00)   | X                 | Morishima (12:39) | Saito (15:38)    | Takayama (14:56) | Morishima (12:41) |
| Yone      | Yone (16:35)     | Morishima (12:39) | X                 | Yone (12:50)     | Takayama (08:15) | Empate (30:00)    |
| Saito     | Saito (13:13)    | Saito (15:38)     | Yone (12:50)      | X                | Takayama (10:16) | Kawada (16:13)    |
| Takayama  | Marufuji (15:38) | Takayama (14:56)  | Takayama (08:15)  | Takayama (10:16) | X                | Empate (30:00)    |
| Kawada    | Kawada (22:21)   | Morishima (12:41) | Empate (30:00)    | Kawada (16:13)   | Empate (30:00)   | X                 |

|  | Final |                    |       |
|  |       |                    |       |
|  | A1    | Jun Akiyama        | Pin   |
|  | B1    | Yoshihiro Takayama | 13:38 |

1. ↑  «Global League Tournament 2010». Pro Wrestling Noah. Consultado em 2 de maio de 2010